# Томська
То́мська (рос. Томская) — присілок у складі Омутинського району Тюменської області, Росія.
Населення — 83 особи (2010, 116 у 2002).
Національний склад станом на 2002 рік:
- росіяни — 91 %